# 布洛洛
布洛洛是巴布亞新畿內亞的城鎮，位於瓦烏西北約32公里，由莫雷貝省負責管轄，始建於1930年左右，海拔高度約700米，鎮上有機場設施，2010年人口約20,000。

## 外部連結
- Bulolo University college
- Insect Farming and Trading Agency